# Robbie Gotts
Robbie Gotts, né le 9 novembre 1999 à Harrogate, est un footballeur anglais qui évolue au poste de milieu de terrain avec les Doncaster Rovers.

## Biographie
Ayant grandis dans les alentours de Harrogate, dans le Yorkshire, il est issu d'une famille supportrice de Leeds, équipe dont il est également un fervent supporteur depuis le plus jeune âge.

### Carrière
Formé au Leeds United, il fait partie de ces jeunes auxquels Marcelo Bielsa fait découvrir le professionnalisme, aux côtés de joueurs comme Jack Clarke ou Jamie Shackleton.
Mais du fait de la concurrence au milieu de terrain, le jeune joueur accumule les présences sur le banc jusqu'à fin 2019, sans réussir à glaner du temps de jeu, faisant même son coach argentin « se sentir coupable de ce qui se passe, parce qu'il fait tout pour atteindre son objectif »,.
Il fait finalement ses débuts professionnel le 6 janvier 2020 en FA Cup, lors de la défaite 1-0 contre Arsenal à Londres, où il est titularisé au poste de milieu relayeur.
Le 16 octobre 2020, il est prêté à Lincoln City.

## Palmarès
| Leeds United - Championnat d'Angleterre D2 (1) : - Champion : 2019-20. |